# Оленья кровососка
Оле́нья кровосо́ска (лат. Lipopténa cérvi) — известный вид семейства кровососки (лат. Hippoboscidae Samouelle, 1819). Специализированные кровососущие паразиты теплокровных. Другие названия: лосиная муха, лосиная вошь, лосиный клещ.
Оленьи кровососки — облигатные кругложизненные эктопаразиты, самцы и самки которых питаются исключительно кровью теплокровных животных. Основными хозяевами-прокормителями оленьей кровососки являются лоси, олени, косули, маралы (парнокопытные семейства оленьих Cervidae) и крупный рогатый скот, но мух этого вида находили также на кабанах, барсуках, лисах, росомахах, медведях, собаках, овцах, козах, людях и др. Отмечалось их паразитирование и на лесных птицах. Оленья кровососка, особенно при высокой численности, может нападать на человека и питаться его кровью, однако при этом не в состоянии завершить свой репродуктивный цикл и дать потомство.
Оленьих кровососок путают с клещами, потому что, попав на тело, они сбрасывают крылья, а лапками цепляются за волосы. К клещам оленьи кровососки не имеют никакого отношения.

## Распространение
Оленьи кровососки обитают на обширной территории, включающей север Китая, Приморский край, Сибирь, европейскую часть России. Много их в Скандинавии. Завезены в Северную Америку. Количество оленьих кровососок напрямую связано с численностью лосей и оленей. Особенно много этих насекомых обитает в заболоченных местах, по краям болот — излюбленных местах обитания лосей.

## Внешний вид

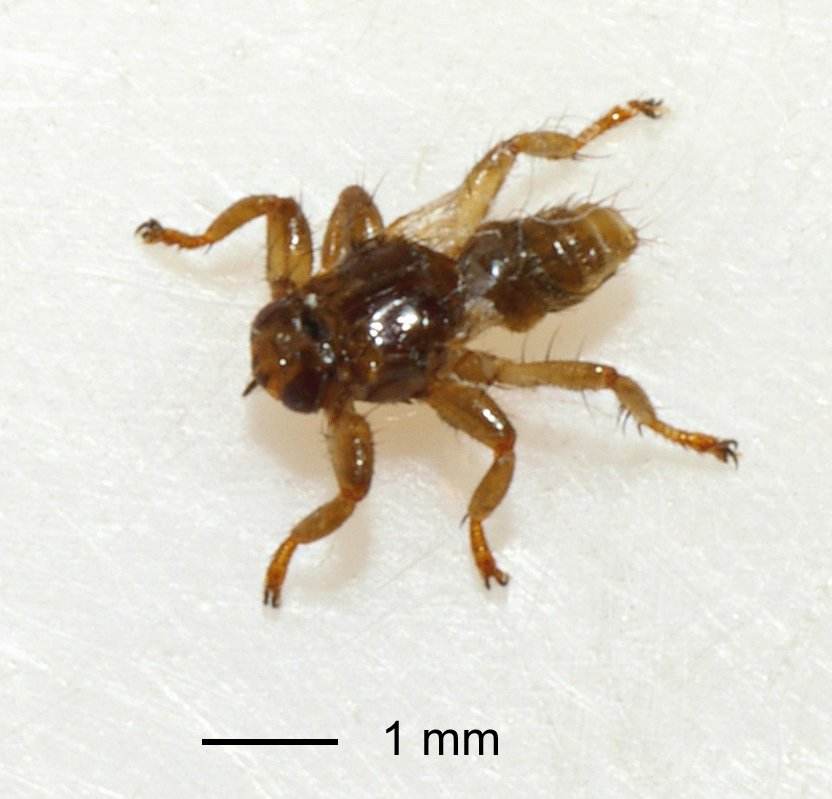
Lipoptena cervi без крыльев

Это сильно уплощённые с плотными кожистыми блестящими покровами светло-коричневого цвета мухи. Благодаря плотным покровам и приплюснутой форме тело кровососки может выдерживать сильное давление. Длина тела крылатой особи 3,0-3,5 мм. Голова направлена вперёд и также уплощена, усики располагаются в глубоких впадинах на лбу, практически не выступая над поверхностью. Довольно крупные глаза, составленные из 2,5-3,0 тысяч фасеток, расположены по бокам головы и занимают до 25 % её поверхности. Кроме сложных глаз, у этого вида кровососок на голове имеются три простых глазка. Ротовой аппарат колюще-сосущего типа, сходный по строению с хоботком мухи осенней жигалки. По бокам приплюснутой груди расположены сильные, с утолщёнными бёдрами ноги, увенчанные асимметричными коготками. Крылья хорошо развиты, прозрачные плотные, с небольшим числом жилок, длиной 5,5-6 мм. Покровы брюшка эластичные, поэтому при питании и «беременности» брюшко может сильно увеличиваться в размерах.

## Жизненный цикл
Самки рождают несколько созревших для окукливания личинок — по одной через значительные промежутки времени (они развиваются в брюшке самки в маткообразном расширении яйцевода, куда открывается пара желёз, выделяющих питательный секрет). В конце августа — начале сентября происходит созревание личинок. К этому времени у молодых особей появляются крылья.
Как все представители семейства Hippoboscidae, этот вид обладает живорождением, или куклородностью, при которой развитие яйца и личинки протекает в теле матери, и на свет рождаются крупные (3-4 мм) предкуколки, которые, не претерпевая никакого внешнего изменения в форме, темнеют и затвердевают, превращаясь в пупарии, которым остается лишь завершить куколочный метаморфоз. Единовременно самка мухи откладывает только одну предкуколку, после чего в освободившуюся матку поступает и начинает созревать следующая. Первые предкуколки, или пупарии, появляются на свет во второй половине сентября, и регулярная откладка их продолжается в течение всего времени паразитирования мух. Затвердевшая оболочка пупария чёрного цвета, гладкая и никак не прикрепляется к шерсти. Пупарии падают на землю, и предкуколки, отрождённые с октября по март, начинают развиваться лишь с наступлением тёплой погоды (14…16 °С). Развитие куколки продолжается до августа. Таким образом, в конце лета появляются взрослые крылатые особи мух — потомки вылетевших в прошлом году кровососок. Вылупление крылатых оленьих кровососок в средней полосе России растянуто и происходит с середины августа до середины октября. Несмотря на то, что мухи обладают довольно большими крыльями, летают они не очень хорошо, поэтому подстерегают свою добычу, сидя на траве, ветвях кустарников или деревьев.
Нападают лосиные мухи исключительно днём. Кровью питаются и самцы, и самки. Завидев подходящий объект, кровососка взлетает и направленно движется в сторону потенциального хозяина. Летают кровососки плохо и недалеко, летят на тепло и запах. Попав на тело хозяина, например, лося, кровососки сбрасывают крылья, обламывая их у основания, зарываются в шерсть и приступают к питанию кровью. В течение двух-трёх недель после начала питания наступает период созревания мух (темнеет окраска покровов, голова втягивается в плечевые выросты груди, атрофируются крыловые мышцы, увеличивается размер брюшка, проявляется половой диморфизм и наблюдается половая активность). На одном лосе, олене или корове может паразитировать до 1000 и более экземпляров мух. В среднем на одном лосе или корове насчитывается 200—300 особей оленьих кровососок. Отрождение первого пупария самкой происходит через 16-19 дней после копуляции, то есть примерно через месяц после вылета крылатой особи. Последующие пупарии откладываются через два-три дня. При оптимальных условиях одна самка за жизнь может отложить от 20 до 30 пупариев, которые затем из шерсти хозяина выпадают на землю. Отрождение предкуколок начинается с конца сентября и продолжается до конца марта, поскольку обитающие в шерсти теплокровного хозяина-прокормителя кровососки живут очень долго и активны в течение всей зимы. Охотники и любители зимних прогулок по лесу имеют возможность наблюдать, как синицы лакомятся калорийной пищей, собирая со снега упавшие пупарии на местах кормления и лёжки лося. Продолжительность жизни бескрылой паразитической формы оленьей кровососки на теле хозяина — пять-шесть месяцев, и лишь к началу лета лоси полностью освобождаются от кровососок. Паразитирующие на хозяине кровососки разбиты по парам. Самцы прочно прикрепляются к самкам, поэтому бескрылые особи, как правило, встречаются парами (самец — самка).

## Нападение на животных
Вредоносное значение оленьей кровососки до сих пор изучено недостаточно. Известно, что, паразитируя в больших количествах и регулярно питаясь кровью, эти эктопаразиты причиняют животным большое беспокойство, приводя их к истощению, а также задерживают рост молодняка. Опытным путём установлено, что оленьи кровососки питаются 15-20 раз в сутки, высасывая за одно кормление от 0,2-0,3 до 1,5 мг крови. При этом половозрелые самки питаются чаще, чем самцы. Лабораторные животные (собаки, кролики, морские свинки, белые мыши) болезненно реагируют на укусы кровососок и пытаются от них избавиться. На месте кровососания у этих животных наблюдается покраснение кожи и образование папул. При обследовании кожных покровов коров, а также отстрелянных лосей было установлено, что основная масса кровососок обосновывается в области шеи и спины животных, где более длинная шерсть. Как говорилось выше, располагаются они попарно (самец и самка) на коже, у основания волосяного покрова. При паразитировании мух-кровососок шерсть и кожа животных сильно загрязняются их экскрементами.

## Нападение на людей
О нападении оленьей кровососки на людей сообщали многие авторы, при этом нападение может быть массовым. Так, при учётах на человеке в Вологодской области численность нападавших кровососок иногда достигала 75-120 особей за минуту. Нападению бескрылых кровососок подвергаются охотники, разделывающие лосей, косуль и оленей. Особо привлекательны для этих мух движущиеся люди. По всей вероятности, немаловажную роль при выборе объекта нападения играют и размеры. Так, было замечено, что на детей младше семи-восьми лет кровососки нападают редко, а если рядом с ребёнком находятся взрослые, то и совсем редко. Налетев на человека, кровососка остается неподвижной в течение нескольких секунд, после чего начинает быстро передвигаться, как правило, вверх, стремясь забраться в волосы или под одежду. При этом мухи не боятся отпугивающих резких движений и не покидают объект. Более того, снять кровососку не так-то легко, поскольку она имеет плоское тело с твёрдыми гладкими покровами и лапки, вооруженные цепкими коготками. Устроившись в волосах или под одеждой, мухи приступают к кровососанию, иногда не сразу, а спустя некоторое время (30-60 минут). Ощущения, которые испытывают люди при укусах оленьей кровососки, различны: одни считают их безболезненными, другие — более чувствительные — испытывают боль, порой сильную, сопровождаемую жжением и зудом. Кожные проявления также различны и зависят от индивидуальной врожденной и приобретенной чувствительности к слюне кровососки. В некоторых случаях повышается температура тела. Замечено, что у людей, подвергавшихся укусам в течение ряда лет, реакция кожи сильнее и последствия укусов тяжелее.
Бывает, что сначала укус оленьей кровососки едва заметен, так что трудно увидеть место питания после того, как насекомое покинуло хозяина; но через несколько дней на этом месте появляется зудящий небольшой плотный, слегка возвышающийся над кожей узелок (папула), который сохраняется в течение 15-20 дней. В другом лабораторном эксперименте после укуса оленьей кровососки на коже сначала проступало слабо покрасневшее пятно без какой-либо припухлости, окруженное красным кольцом. Спустя двое-трое суток на этом месте возникала вторичная реакция кожи, сохраняющаяся до двух-трёх недель и характеризующаяся зудом, возникающим как днем, так и ночью, но без повышения температуры . Наблюдение кожных поражений 333 пациентов, на которых питались L. cervi, позволило А. Ф. Чистякову (1968) установить и описать четыре разновидности дерматита: у большинства пациентов (138 человек) после укуса кровососки наблюдалась макулёзная сыпь, иногда с корочкой, которая исчезала без следа через четыре-пять дней.
У 84 человек появлялась папулёзная сыпь с корочкой и сильный зуд, исцеление наступало через 10-12 дней. У 44 человек через некоторое время (от 40 минут до суток) после укуса на месте укола образовывались волдыри, при этом у всех наблюдался возвышенный стойкий красный дермографизм. И, наконец, у 67 человек на протяжении нескольких лет после укусов L. cervi никакой сыпи не обнаруживалось, а потом в ответ на укус кровососки развивались островоспалительные экссудативные узлы красного цвета различного диаметра (вплоть до эритемы), лечение которых занимало пять-шесть месяцев (см. также Hippoboscidosis, Энтомозы).

## Эпидемиология
Следует принять во внимание, что оленьи кровососки питаются кровью тех же видов животных, которые являются прокормителями взрослых иксодид и занимают тот же ареал, что и основные переносчики болезни Лайма, а также то, что на коже человека развиваются разного рода дерматиты, в том числе и эритемы, сопровождающиеся воспалительными, порой долго не проходящими, явлениями, а также указания некоторых авторов на случаи неклещевого парентерального заражения болезнью Лайма.
Исследования содержимого кишечника кровососок и проведение иммуноферментного анализа с использованием моноклональных антител показали, что по меньшей мере 27,6 % голодных окрыленных оленьих кровососок содержат спирохеты — возбудители болезни Лайма, а в осенне-зимний сезон процент заражённых мух достигает 80 %.